# John Sinno
John Sinno – auch Yahya Sinno – (* 1963 oder 1964 in Beirut, Libanon) ist ein libanesischer Filmproduzent und Filmeditor, der 2007 für einen Oscar nominiert wurde.

## Leben
Sinno wurde in Beirut geboren, wo er auch aufwuchs und einen Bachelor in Business Administration der American University of Beirut erwarb. 1984 zog er in die Vereinigten Staaten, wo er an der University of Southern California graduierte. Er machte seinen Magister in Kommunikationstheorie sowie einen MFA in Filmproduktion und wurde 1989 für seinen ersten Film Killing a Deer mit dem Arkoff-Preis ausgezeichnet. 1990 gründete Sinno die Firma Video Press, die er bis zu seinem Umzug nach Seattle im Jahr 1993 betrieb.
Für seine Filmarbeit 1998 war Sinno – noch als Yahya Sinno – zusammen mit James Culbertson für den Schnitt des Dokumentarfilms Nusrat! Live at Meany verantwortlich. Der Film beleuchtet Leben und Werk des pakistanischen Musikers Nusrat Fateh Ali Khan. 1998 trat Sinno der Arabischen Film Distribution bei, deren Präsident er noch im selben Jahr wurde. Im Jahr 2005 gründete er die Produktionsfirma Typecast Films.
2007 erhielt Sinno zusammen mit James Longley eine Oscar-Nominierung in der Kategorie „Bester Dokumentarfilm“ für Iraq in Fragments. Sinno führte zusammen mit James Longley Regie und beide fungierten auch als Produzenten des vielfach ausgezeichneten Films. Der Oscar ging jedoch an Davis Guggenheim und seine Dokumentation Eine unbequeme Wahrheit, die die globale Erwärmung zum Thema hatte. Sinno schrieb nach der Preisverleihung einen offenen Brief an die Academy of Motion Picture Arts and Sciences, in dem er Anstoß an der Anmoderation des Präsentators Jerry Seinfeld nahm, der seine „Kommentare auf Kosten von Tausenden von Dokumentarfilmern und des gesamten Genres“ gerissen habe. Auch fand er Seinfelds Einführung, dass alle fünf nominierten Filme „unglaublich deprimierend“ seien, unpassend. Weiter verwahrte er sich gegen die Respektlosigkeit gegenüber den Nominierten und ihrer Arbeit, die den Grundsätzen der Akademie zuwiderlaufe. Alle Dokumentarfilmer hätten eine Entschuldigung der Akademie verdient.
Den Horrorfilm mit Splatterelementen Zombieworld betreute Sinno 2009 als ausführender Produzent. Die Menschen in der Inselstadt Port Gamble führen ein beschauliches Leben … bis zu dem Tag, als ein Zombie alles verändert. Bei My Name Is Smith von 2010 handelt es sich wiederum um eine Dokumentation, in der der Regisseur James Allen Smith an den Ort seiner Kindheit zurückkehrt, um sich mit dem Leben seiner Eltern auseinanderzusetzen. Sinno produzierte den Film.

## Filmografie (Auswahl)
- 1989: Killing a Deer
- 1998: Nusrat! Live at Meany (als Editor)
- 2006: Iraq in Fragments
- 2009: Zombieworld
- 2010: My Name Is Smith

## Auszeichnungen
- 2007: Oscarnominierung zusammen mit James Longley für Iraq in Fragments